# Christian Jentzsch (Dokumentarfilmer)
Christian Jentzsch ist ein deutscher Dokumentarfilmer und Journalist.

## Leben und Wirken
Jentzsch studierte Visuelle Kommunikation an der Hochschule für bildende Künste Hamburg. Seit Anfang der 1990er Jahre arbeitete er als freier Autor, Journalist und Produzent für verschiedene Hörfunk und Fernsehredaktionen des Norddeutschen Rundfunks, später auch für den WDR, SWR, BR und MDR, das ZDF, ARTE und SPIEGEL TV. Seit 2001 produziert er regelmäßig Beiträge für Die Story im Ersten. Jentzsch ist Gründer der Filmproduktion Facts & Pictures Media. 2004 wurde er für die NDR-Produktion Harksen oder die große Gier mit einem Ernst-Schneider-Preis in der Kategorie Fernsehen ausgezeichnet. Für die Filme Schmerzfrei und geborgen und Und plötzlich ist das Haus weg wurde er 2008 bzw. 2009 für einen Grimme-Preis nominiert. Mit dem Beitrag Die Stromrebellen – Kleine Kommunen gegen große Konzerne für Die Story im Ersten gewann er 2010 den Journalistenpreis „unendlich viel energie“. 2013 wurde er mit dem Umweltmedienpreis in der Kategorie Film der Deutschen Umwelthilfe ausgezeichnet.

## Filmografie
- 2001: Klatschreporterin – Busen, Bild und Boulevard[3]
- 2004: Harksen – oder die große Gier[4]
- 2005: Rainbow’s End[3]
- 2006: Kampf um dicke Pötte – Die Festmacher vom Hamburger Hafen[3]
- 2007: ARD-Exclusiv, Episode Schmerzfrei und geborgen – Sterben zu Hause[3]
- 2008: Und plötzlich ist das Haus weg[5]
- 2014: Die Bio-Illusion  – Massenware mit Ökosiegel[3]
- 2015: Flüchtlinge – Aufnehmen oder Abschieben?[3]
- 2015: Heilen ohne Honorar – Eine Armenklinik in Deutschland[6]
- 2015: Flüchtlinge – Aufnehmen oder Abschieben?[6]
- 2016: Letzte Chance für unser Klima[6]
- 2016: Der Preis der Turnschuhe[6]
- 2017: Im Namen von Hannah – Der Vater eines Mordopfers engagiert sich[6]
- 2017: Wenn es dem Globus zu heiß wird[6]
- 2018: Mein Kind wurde ermordet – Kampf um Gerechtigkeit[6]
- 2018: Sie haben mir mein Kind genommen[6]
- 2019: Die Kirche und die Rechten[6]
- 2019: China in Dosen – Billige Lebensmittel aus Fernost[6]